# Fulanito
Fulanito è un singolo della cantante statunitense Becky G insieme al trapper El Alfa, pubblicato il 4 giugno 2021 come secondo estratto dal secondo album in studio di Becky G Esquemas.

## Tracce
Testi e musiche di Becky G, Rafael Rodriguez, Nate Campany, Elena Rose, Kyle Shearer, Emmanuel Herrera Batista, Alexander Castillo Velasquez.
1. Fulanito – 2:38